# George Field
George B. Field (Providence, 25 de outubro de 1929) é um astrofísico estadunidense.

## Honrarias
- 1978: Medalha Karl Schwarzschild